# Nikolaos Siranidis
Nikolaos Siranidis (in greco Νικόλαος Σιρανίδης?; Atene, 26 febbraio 1976) è un ex tuffatore greco.
Ha rappresentato la Grecia a tre edizioni consecutive dei Giochi olimpici estivi, Atlanta 1996, Sydney 2000 e Atene 2004, conquistando una la medaglia d'oro nel concorso dei tuffi dal trampolino 3 metri sincro ad Atene.

## Palmarès
- Giochi olimpici

Atene 2004: oro nel trampolino 3 m sincro